# المصراد
المِصْرَاد (بالإسبانية: Almiserat)‏ هي قرية تقع في السفوح الجنوبية لسلسلة جبال Buixcarró في منطقة الصخور بمقاطعة بلنسية الإسبانية. تبعد 14 كيلومتر داخلي من بلدة غندية الساحلية على البحر الأبيض المتوسط، ويمكن الوصول إليها من فالنسيا عبر الطرق N-332 و CV-686 و CV-60.